# Rolls-Royce 102EX
Rolls-Royce 102EX ist ein batterieelektrisches Konzeptfahrzeug des Herstellers Rolls-Royce.
Die viertürige Limousine wurde von Rolls-Royce auf dem Genfer Auto-Salon 2011 präsentiert. Der 102EX basiert im Wesentlichen auf dem Rolls-Royce Phantom VII. Als entscheidenden Unterschied verfügt das Konzeptfahrzeug jedoch statt des V12-Ottomotors über zwei Elektromotoren mit je 145 kW Leistung. Diese sind, statt des Benzintanks, an der Hinterachse platziert. Anstelle des Motors wurde an der Vorderachse die Ladetechnik samt Akkus untergebracht. Durch diese Aufteilung soll ein ähnliches Fahrverhalten wie beim konventionellen Antrieb erreicht werden.
Äußerlich unterscheidet sich der 102EX, neben einer speziellen Lackierung (es werden mehr als doppelt so viele Lackschichten wie üblich aufgetragen), nur durch einige Details vom damaligen Serienmodell: Die Kühlerfigur Spirit of Ecstasy ist aus Makrolon gefertigt und wird im Stand blau beleuchtet. Später war dieses Feature im Serienmodell optional erhältlich. Anstelle der Tankklappe befindet sich die durchsichtige Abdeckung der 3-Phasen-Ladebuchse.